# Rai Isoradio
Rai Isoradio — італійська радіослужба, що публікує повідомлення про дорожній рух (відомі як Onda Verde) і погодні звіти, надані Повітряними силами Італії, публічні повідомлення різних урядових і громадських організацій, інформацію про події на залізниці від "Ferrovie dello Stato", бюлетені новин від GR1, TG1 і TG3, а також музику.
У співпраці з "Autostrade per l'Italia" та "Autostrada dei Fiori" охоплює всі італійські автомагістралі (переважно на частоті 103,3 МГц). У нічний час (0:30-5:30, відома як "Isonotte") мережа також транслює безперервно незалежну італійську музику (переривається лише інформацією про дорожній рух кожні 30 хвилин).

## Зовнішні посилання
- Rai Isoradio [Архівовано 1 березня 2021 у Wayback Machine.] на rai.it (in Italian)
- Rai Isoradio [Архівовано 11 жовтня 2013 у Wayback Machine.] на rai.tv (in Italian)